# Universale Economica Feltrinelli dall'1 al 100

## Dal n. 1 al n. 100
| Universale Economica Feltrinelli |                     |                                                                                          |                                 |
|                                  |                     |                                                                                          |                                 |
|                                  | Sezione             | Titolo                                                                                   | Autore                          |
| 1                                | Letteratura         | Il castello di Fratta, a cura di Giuseppe Ravegnani                                      | Ippolito Nievo                  |
| 2                                | Storia e filosofia  | La vita di Gesù, a cura di Bruno Revel                                                   | Ernest Renan                    |
| 3                                | Scientifica         | I problemi della scienza, a cura di Tommaso Giglio                                       | John B. Scott Haldane           |
| 4                                | Letteratura         | I gioielli indiscreti, a cura di Oreste Del Buono                                        | Denis Diderot                   |
| 5                                | Letteratura         | Il cappotto e altri racconti                                                             | Nikolaj Vasil'evič Gogol'       |
| 6                                | Teatro              | Il Tartufo, a cura di Eugenio Levi                                                       | Molière                         |
| 7                                | Letteratura         | Bertoldo e Bertoldino                                                                    | Giulio Cesare Croce             |
| 8                                | Storia e filosofia  | L'essenza del Cristianesimo, parte I                                                     | Ludwig Feuerbach                |
| 9                                | Storia e filosofia  | Trattato sulla tolleranza                                                                | Voltaire                        |
| 10                               | Letteratura         | Il vespro siciliano, a cura di Lorenzo Marinese                                          | Michele Amari                   |
| 11                               | Letteratura         | Stalin, a cura di Francesco Francavilla                                                  | Henri Barbusse                  |
| 12                               | Letteratura         | Bel Ami                                                                                  | Guy de Maupassant               |
| 13                               | Letteratura         | Scritto sotto la forca                                                                   | Julius Fučík                    |
| 14                               | Storia e filosofia  | Nuovo Cristianesimo, a cura di Tommaso Giglio                                            | Henri de Saint-Simon            |
| 15                               | Storia e filosofia  | La libertà di pensiero, a cura di Aldo Devizzi                                           | Baruch Spinoza                  |
| 16                               | Letteratura         | Le tre inchieste di Dupin                                                                | Edgar Allan Poe                 |
| 17                               | Letteratura         | Da Quarto al Volturno. Noterelle di uno dei Mille, a cura di Mario Alicata               | Giuseppe Cesare Abba            |
| 18                               | Scientifica         | L'origine dei mondi                                                                      | Paul Labérenne                  |
| 19                               | Storia e filosofia  | Origine della disuguaglianza, a cura di Giulio Preti                                     | Jean-Jacques Rousseau           |
| 20                               | Letteratura         | Il buco nel muro                                                                         | Francesco Guerrazzi             |
| 21                               | Storia e filosofia  | La morale dei Gesuiti. Dalle Provinciali, a cura di Giulio Preti                         | Blaise Pascal                   |
| 22                               | Letteratura         | Storia di una capinera                                                                   | Giovanni Verga                  |
| 23                               | Scientifica         | Le montagne e gli uomini                                                                 | Ilin                            |
| 24                               | Le grandi avventure | Pinocchio                                                                                | Carlo Collodi                   |
| 25                               | Letteratura         | I miserabili (5 voll.), prefazione di Corrado Alvaro                                     | Victor Hugo                     |
| 26                               | Storia e filosofia  | Arnaldo da Brescia, a cura di Libero Bigiaretti                                          | Ruggero Bonghi                  |
| 27                               | Scientifica         | L'origine dell'uomo, a cura di Franco Paparo                                             | Charles Darwin                  |
| 28                               | Storia e filosofia  | Storia di Pugaciov                                                                       | Aleksandr Sergeevič Puškin      |
| 29                               | Letteratura         | La vita di Lazzarino di Tormes, a cura di Giuseppe Ravegnani                             | Sebastián de Horozco            |
| 30                               | Storia e filosofia  | Americanismo e fordismo, a cura di Felice Platone                                        | Antonio Gramsci                 |
| 31                               | Letteratura         | Il colonnello Chabert                                                                    | Honoré de Balzac                |
| 32                               | Letteratura         | Memorie                                                                                  | Giacomo Leopardi                |
| 33                               | Storia e filosofia  | La rivoluzione lombarda del 1848, a cura di Antonio Bandini Buti                         | Cristina Belgioioso             |
| 34                               | Storia e filosofia  | Pagine politiche, a cura di Aldo Borlenghi                                               | Goffredo Mameli                 |
| 35                               | Teatro              | La questione russa                                                                       | Konstantin Simonov              |
| 36                               | Letteratura         | Candido o l'ottimismo, introduzione di Giuseppe Galasso                                  | Voltaire                        |
| 37                               | Le grandi avventure | Tartarino di Tarascona, a cura di Adelaide Pintor                                        | Alphonse Daudet                 |
| 38                               | Storia e filosofia  | Garibaldi a Londra, a cura di Lavinia Picchio Borriero                                   | Aleksandr Ivanovič Herzen       |
| 39                               | Storia e filosofia  | Dei delitti e delle pene, a cura di Luciano Ventura                                      | Cesare Beccaria                 |
| 40                               | Letteratura         | La giovinezza: frammento autobiografico                                                  | Francesco De Sanctis            |
| 41                               | Letteratura         | La monaca di Monza                                                                       | Alessandro Manzoni              |
| 42                               | Scientifica         | La creazione delle piante                                                                | Ilin                            |
| 43                               | Storia e filosofia  | L'uomo Alfieri                                                                           | Piero Gobetti                   |
| 44                               | Letteratura         | Padre Sergio                                                                             | Lev Tolstoj                     |
| 45                               | Storia e filosofia  | La rivoluzione religiosa nel secolo XIX                                                  | Edgar Quinet                    |
| 46                               | Storia e filosofia  | Storia della letteratura italiana, vol. I, a cura di Luigi Russo                         | Francesco De Sanctis            |
| 47                               | Storia e filosofia  | Storia della letteratura italiana, vol. II                                               | Francesco De Sanctis            |
| 48                               | Storia e filosofia  | Storia della letteratura italiana, vol. III                                              | Francesco De Sanctis            |
| 49                               | Storia e filosofia  | Storia della letteratura italiana, vol. IV                                               | Francesco De Sanctis            |
| 50                               | Storia e filosofia  | Storia della letteratura italiana, vol. V                                                | Francesco De Sanctis            |
| 51                               | Scientifica         | Compendio del "Capitale"                                                                 | Carlo Cafiero                   |
| 52                               | Letteratura         | Piccoli borghesi                                                                         | Maksim Gor'kij                  |
| 53                               | Letteratura         | Eugenia Grandet                                                                          | Honoré de Balzac                |
| 54                               | Storia e filosofia  | Osservazioni sulla tortura, prefazione di Roberto Bonchio                                | Pietro Verri                    |
| 55                               | Le grandi avventure | Le avventure del barone di Münchhausen                                                   | Rudolf Erich Raspe              |
| 56                               | Letteratura         | Diario di un seminarista, a cura di Riccardo Picchio                                     | Ivan Savvič Nikitin             |
| 57                               | Scientifica         | Come prolungare la vita                                                                  | Alessandro Bogomolez            |
| 58                               | Letteratura         | Novelle del "Furioso"                                                                    | Ludovico Ariosto                |
| 59                               | Letteratura         | Colomba                                                                                  | Prosper Mérimée                 |
| 60                               | Letteratura         | Giosafatte Tallarico                                                                     | Nicola Misasi                   |
| 61                               | Storia e filosofia  | Dizionario filosofico, vol. I                                                            | Voltaire                        |
| 62                               | Storia e filosofia  | Dizionario filosofico, vol. II                                                           | Voltaire                        |
| 63                               | Scientifica         | Autobiografia, a cura di Luca Pavolini                                                   | Charles Darwin                  |
| 64                               | Storia e filosofia  | I dieci giorni dell'insurrezione di Brescia nel 1849, a cura di Alberto Caracciolo       | Cesare Correnti                 |
| 65                               | Letteratura         | Il Decamerone. Prima giornata, a cura di Emilio Cecchi                                   | Giovanni Boccaccio              |
| 66                               | Storia e filosofia  | Il nipote di Rameau, a cura di Giuseppe Carbone                                          | Denis Diderot                   |
| 67                               | Teatro              | I tedeschi                                                                               | Leon Kruczkowski                |
| 68                               | Le grandi avventure | Tartarino sulle Alpi, a cura di Adelaide Pintor                                          | Alphonse Daudet                 |
| 69                               | Teatro              | L'avaro                                                                                  | Molière                         |
| 70                               | Le grandi avventure | La pubblica pinguinina, a cura di Lucio Lombardo Radice                                  | Carmen Gentile                  |
| 71                               | Storia e filosofia  | Storia naturale della religione                                                          | David Hume                      |
| 72                               | Storia e filosofia  | Processo a un liberale                                                                   | Paul-Louis Courier              |
| 73                               | Le grandi avventure | Le fiabe, a cura di Antonio Baldini                                                      | Charles Perrault                |
| 74                               | Le grandi avventure | Alice nel Paese delle Meraviglie                                                         | Lewis Carroll                   |
| 75                               | Letteratura         | Il Decamerone. Seconda giornata, a cura di Mario Fubini, prefazione di Alfredo Galletti  | Giovanni Boccaccio              |
| 76                               | Teatro              | Profonde sono le radici                                                                  | Aranud D'Usseau e James Gow     |
| 77                               | Letteratura         | Che fare?, parte I; prefazione di Giuseppe Berti                                         | Nikolaj Gavrilovič Černyševskij |
| 78                               | Letteratura         | Che fare?, parte II                                                                      | Nikolaj Gavrilovič Černyševskij |
| 79                               | Letteratura         | Che fare?, parte III                                                                     | Nikolaj Gavrilovič Černyševskij |
| 80                               | Narrativa           | Una donna, con uno scritto di Emilio Cecchi                                              | Sibilla Aleramo                 |
| 81                               | Scientifica         | Psicologia delle scimmie, parte I, a cura di Cesare Musatti                              | Jan Dembowski                   |
| 82                               | Scientifica         | Psicologia delle scimmie, parte II                                                       | Jan Dembowski                   |
| 83                               | Storia e filosofia  | L'essenza del Cristianesimo, parte II, prefazione di Antonio Banfi                       | Ludwig Feuerbach                |
| 84                               | Poesia              | Poesie, a cura di Enzio Cetrangolo                                                       | Gaio Valerio Catullo            |
| 85                               | Letteratura         | Il Decamerone. Terza giornata, a cura di Mario Fubini, prefazione di Mario Alicata       | Giovanni Boccaccio              |
| 86                               | Scientifica         | Storia degli elementi chimici, a cura di Mario Zambon                                    | I. Neciaev                      |
| 87                               | Poesia              | Boule de Suif e altri racconti, a cura di Alberto Moravia                                | Guy de Maupassant               |
| 88                               | Storia e filosofia  | Un viaggio elettorale                                                                    | Francesco De Sanctis            |
| 89                               | Letteratura         | Il Decamerone. Quarta giornata, a cura di Mario Fubini, prefazione di Luigi Russo        | Giovanni Boccaccio              |
| 90                               | Scientifica         | Che cosa è la vita?                                                                      | John B. Scott Haldane           |
| 91                               | Letteratura         | Una tranquilla sera, a cura di Luigi Salvini                                             | Emiljan Stanev                  |
| 92                               | Storia e filosofia  | L'insurrezione di Milano nel 1848, a cura di Paolo Rossi                                 | Carlo Cattaneo                  |
| 93                               | Le grandi avventure | Tre ragazzi alla scoperta dell'America                                                   | Mary Macmillan                  |
| 94                               | Poesia              | Il poema di Lenin                                                                        | Vladimir Majakovskij            |
| 95                               | Letteratura         | Il dottor Jekyll                                                                         | Robert Louis Stevenson          |
| 96                               | Scientifica         | La chimica della vita                                                                    | J. S. D. Bacon                  |
| 97                               | Storia e filosofia  | La Comune di Parigi. Le 8 giornate di maggio dietro le barricate, a cura di Paolo Basevi | Prosper Olivier Lissagaray      |
| 98                               | Letteratura         | Favole esopiche tradotte da Concetto Marchesi, introduzione di Giorgio Celli             | Esopo                           |
| 99                               | Scientifica         | Gli esperimenti di Pavlov                                                                | Iuri Petrovič Frolov            |
| 100                              | Letteratura         | Il Decamerone. Quinta giornata, a cura di Mario Fubini                                   | Giovanni Boccaccio              |

- I 100 successivi: Universale Economica Feltrinelli dal 101 al 200